# Härkäsaari (ö i Nyland)
Härkäsaari är en ö i Finland. Den ligger i sjön Kirmusjärvi och i kommunen Lojo i den ekonomiska regionen  Helsingfors  och landskapet Nyland, i den södra delen av landet, 60 km väster om huvudstaden Helsingfors. Öns area är 17,7 hektar och dess största längd är 0,7 kilometer i sydväst-nordöstlig riktning.